# Regimentul 53/65 Infanterie (1916-1918)
Regimentul 53/65 Infanterie  a fost o unitate de nivel tactic de rezervă constituită la începutul anului 1917, prin contopirea Regimentului 53 Infanterie și Regimentului 65 Infanterie. 
În timpul campaniei din anul 1916 cele două regimente au făcut parte din Brigada 38 Infanterie. Ca urmare a pierderilor suferite, în cadrul procesului de reorganizare a armatei de la începutul anului 1917, s-a decis contopirea celor două unități într-un singur regiment și resubordonarea acestuia Brigăzii 27 Infanterie, alături de Regimentul 69/77 Infanterie.

## Campania anului 1917
În campania din anul 1917, Regimentul 53/65 Infanterie  a participat la acțiunile militare în dispozitivul de luptă al Diviziei 14 Infanterie, luând parte la Bătălia de la Mărășești. În această campanie, regimentul a fost comandat de colonelul Nicolae Mihăilescu.:p. 49